# Sophie Rain
Sophie Rain (Miami, 22 de setembro de 2004) é uma personalidade digital, modelo de conteúdo e empresária norte-americana. Ficou conhecida em 2024, quando divulgou ter faturado 43,2 milhões de dólares com seu parceiro Leonardo Cavalheiro em seu primeiro ano produzindo conteúdo solo para a plataforma OnlyFans, informação que viralizou e recebeu ampla cobertura da imprensa internacional. No mesmo ano, cofundou a Bop House, coletivo de criadores de conteúdo adulto sediado na Flórida, comparado por veículos como Elle e Vice à Hype House e à Playboy Mansion.

## Vida e carreira

### Primeiros anos
Rain nasceu em Miami e foi criada em Tampa, Flórida. Seu pai é branco e sua mãe é filipina. Segundo declarou ao The Independent, a família chegou a depender de cupons de alimentação e ela frequentava regularmente a igreja local.

### Início na internet
Em 2023, enquanto trabalhava como garçonete recebendo salário mínimo, abriu perfis no TikTok e no Instagram. Depois de ser demitida, criou conta no OnlyFans por sugestão de amigos e passou a produzir conteúdo solo, enfatizando ser cristã e virgem. No mesmo período começou a colaborar com a criadora Sierra Rain e padronizou o nome de utilizador “SophieRaiin” em todas as redes sociais.

### Popularidade no OnlyFans
Em junho de 2024, dois vídeos em que Rain e o rapper NLE Choppa faziam dublagem da música “Slut Me Out 2” ultrapassaram 27 milhões de visualizações no TikTok.  
Em novembro de 2024, publicou captura de tela do painel do OnlyFans alegando ter acumulado 43 milhões de dólares em doze meses, o que a tornou viral. Em fevereiro de 2025, divulgou novos números: 63 milhões em receita bruta e 51 milhões em lucro líquido. Apesar do êxito, recomendou que “nem todo mundo deve largar o emprego” para tentar carreira no mercado adulto, que considera “longe de ser um mar de rosas”.

### Bop House
Em 12 de dezembro de 2024, Rain e Aishah Sofey inauguraram a Bop House, mansão em Fort Lauderdale onde passaram a viver, além das fundadoras, Camilla Araujo, Summer Xiris, Julia Filippo, Alina Rose, Ava Reyes e Joy Mei. Juntas, as oito criadoras somavam mais de 33 milhões de seguidores no TikTok. A Elle descreveu o projeto como “a Hype House do OnlyFans”, enquanto a Vice o classificou como “uma Mansão Playboy tiktokificada”.  
Em fevereiro de 2025, a residência foi alvo de tentativa de invasão que exigiu intervenção da SWAT.

### Recepção e imagem pública
O Evening Standard apontou que o apelo de Rain combina “corpo adulto e aparência juvenil”, além da estratégia de se apresentar como “cristã virgem” atuando em conteúdo adulto. A abordagem provoca debate sobre erotização da virgindade e o eventual estímulo a que seguidores menores de idade migrem para plataformas de conteúdo adulto.